# 阿賀野川徳沢橋梁
阿賀野川徳沢橋梁（あがのがわとくさわきょうりょう）は、福島県耶麻郡西会津町群岡（むらおか）と新潟県東蒲原郡阿賀町豊実との県境の阿賀川（阿賀野川）に架かる東日本旅客鉄道（JR東日本）磐越西線の鉄道橋である。

## 概要
岩越線（現・磐越西線）の野沢駅 - 津川駅間の延伸工事に伴って1914年（大正3年）に完成した。徳沢駅 - 豊実駅間の阿賀川（阿賀野川）に架かる全長193.6mの橋梁である。
中央部のトラスはジョン・ワデルが提案したカンチレバー式架設工法（張出し式架設工法）、すなわち両側のトラスより少しずつ橋を延伸し、橋の中央で双方を連結する方法で架設された、日本初のカンチレバー架橋である。
2016年に「磐越西線鉄道施設群」の一部として、土木学会選奨土木遺産に選ばれる。

## 構造
中央部の1支間が単線下路式曲弦プラットトラス（ピン結合）、残り2支間が単線下路式プラットトラスである。トラスはアメリカン・ブリッジ製である。

## 周辺
- 国道459号
- 福島県道384号徳沢宝坂線
- 新渡大橋